# Johnson County, Nebraska
Johnson County är ett administrativt område i delstaten Nebraska, USA, med 5 217 invånare.  Den administrativa huvudorten (county seat) är Tecumseh.

## Geografi
Enligt United States Census Bureau har countyt en total area på 976 km². 974 km² av den arean är land och 2 km² är vatten. 

### Angränsande countyn
- Otoe County - nord
- Nemaha County - öst
- Pawnee County - syd
- Gage County - väst
- Lancaster County - nordväst